# المعهد الأوروبي للدراسات الأمنية
المعهد الأوروبي للدراسات الأمنية European Union Institute for Security Studies (EUISS) هو وكالة تابعة للاتحاد الأوروبي يقع مقرها في باريس ضمن نطاق السياسة الخارجية والأمنية المشتركة (CFSP). EUISS هي وكالة مستقلة تتمتع بحرية فكرية كاملة وتبحث في القضايا الأمنية ذات الصلة بالاتحاد الأوروبي وتوفر منتدى للنقاش. بصفتها وكالة تابعة للاتحاد الأوروبي، فإنها تقدم أيضًا التحليلات والتنبؤات للممثل السامي للشؤون الخارجية والسياسة الأمنية جوزيب بوريل.

## تاريخ المعهد
تطور المعهد الأوروبي للدراسات الأمنية من معهد غرب الاتحاد الأوروبي للدراسات الأمنية في أعقاب النقل التدريجي للسلطات من الاتحاد الأوروبي الغربي (WEU) إلى الاتحاد الأوروبي.

## الأنشطة

### الرسالة
بحسب الإجراء المشترك للمجلس في 20 يوليو 2001، الذي أنشأ المعهد الأوروبي للدراسات الأمنية، تتمثل مهمة المعهد في "المساهمة في تطوير السياسة الخارجية والأمنية المشتركة للاتحاد الأوروبي، ولا سيما  السياسة الأمنية والدفاعية المشتركة للاتحاد الأوروبي، بما يتماشى مع إستراتيجية الأمن الأوروبية. وتحقيقا لهذه الغاية، يتعين عليها إجراء البحوث الأكاديمية وتحليل السياسات، وتنظيم الندوات والقيام بأنشطة المعلومات والاتصالات في هذا المجال. يجب أن يساهم عمل المعهد في جملة أمور أخرى في الحوار عبر الأطلسي. يجب أن تتضمن شبكة من التبادلات مع معاهد البحوث ومراكز الفكر الأخرى داخل وخارج الاتحاد الأوروبي.

### الرقابة والتمويل
تمويل المعهد من قبل الدول الأعضاء في الاتحاد الأوروبي، وفق صيغة تقاسم التكاليف المستندة إلى الناتج القومي الإجمالي، وزتشرف عليه اللجنة السياسية والأمنية، التي تمارس الأنشطة السياسية. إشراف؛ والمجلس، الذي يضع الميزانية والقواعد الإدارية ويوافق على برنامج عمل المعهد (برئاسة نائب الرئيس جوزيب بوريل).

### الابحاث
يبحث المعهد في الموضوعات المتعلقة السياسة الخارجية والأمنية المشتركة للاتحاد الأوروبي (CFSP)، بما في ذلك السياسة الأمنية والدفاعية المشتركة للاتحاد الأوروبي (CSDP). لذلك يغطي المعهد علاقات الاتحاد الأوروبي مع المناطق التالية: إفريقيا وآسيا والشرق الأوسط وروسيا والجيران الشرقيين والعلاقات عبر الأطلسي وأمريكا اللاتينية وغرب البلقان.
بالإضافة إلى هذه المناطق الجغرافية، تتناول أعمال المعهد المجالات المواضيعية لمكافحة الإرهاب، والهجرة، وعدم الانتشار، ومنع النزاعات، وإدارة الأزمات، والحوكمة العالمية، وتوسيع الاتحاد الأوروبي، والأمن السيبراني، والعدالة والشؤون الداخلية، والصناعات الدفاعية.

### التواصل
تعد أنشطة الاتصالات والتوعية مركزية في عمل بعثة الاتحاد الأوروبي للدراسات الإستراتيجية في تنفيذ مهمتها للمساهمة في النقاش الاستراتيجي في أوروبا. يحتفظ EUISS بحضور قوي على الإنترنت (أعيد إطلاق موقع الويب في عام 2017) ويوزع أبحاثه عبر رسالة إخبارية منتظمة. باستخدام أدوات وسائل التواصل الاجتماعي، تحتفظ EUISS بحسابات نشطة على Facebook  وTwitter ، بالإضافة إلى قنوات Flickr  وLinkedIn.

## نظام تحليل السياسات والاستراتيجيات الأوروبية
عام 2011 اختارت المفوضية الأوروبية، بصفتها الوكالة الأوروبية للدراسات الإستراتيجية، لإعداد وتقديم التقارير النهائية للإستراتيجية الأوروبية ونظام تحليل السياسات (ESPAS).

## الروابط الخارجية
- الموقع الرسمي